# Neuer jüdischer Friedhof (Kröv)

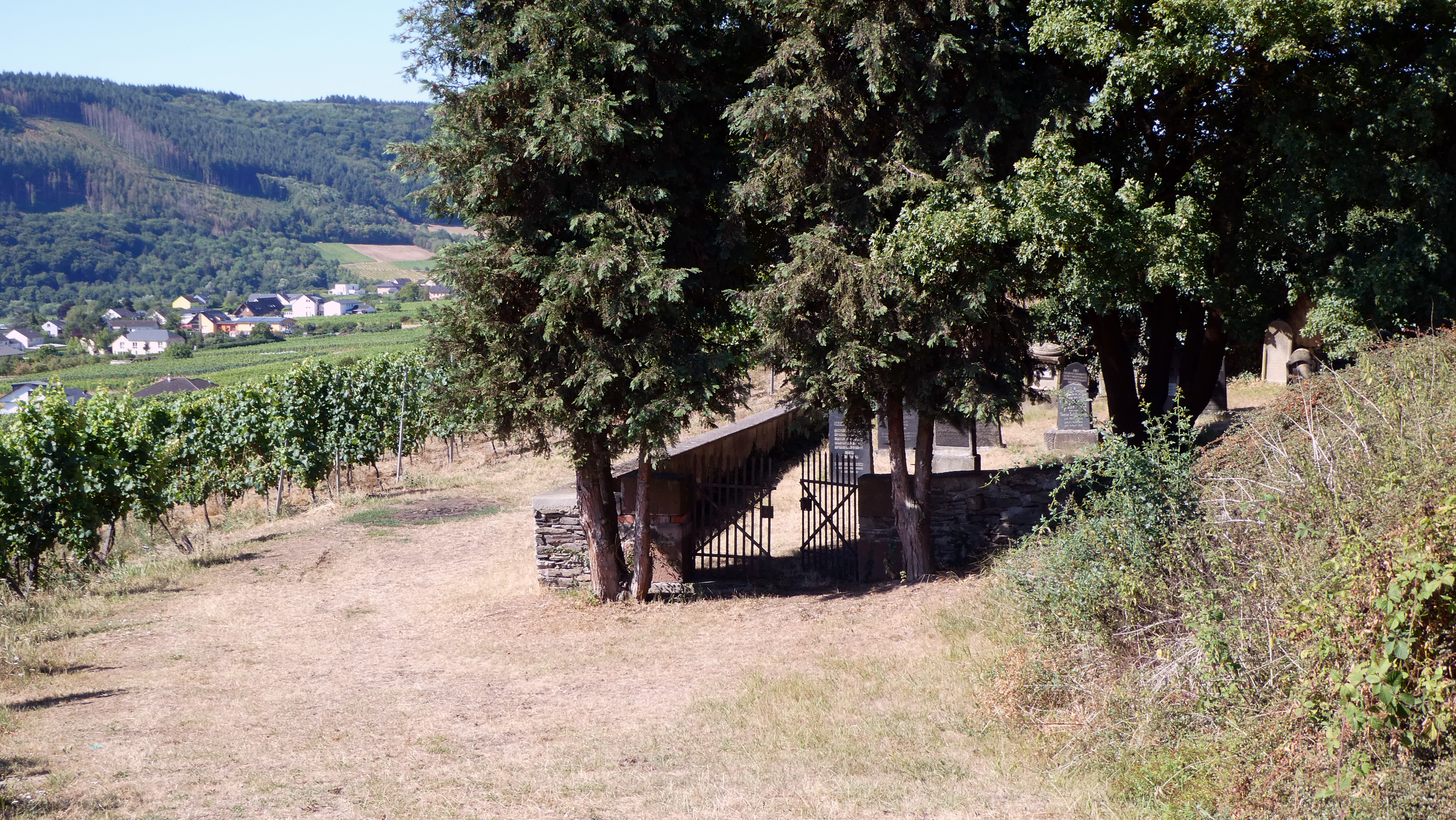
Neuer jüdischer Friedhof Bernkastel – Eingang

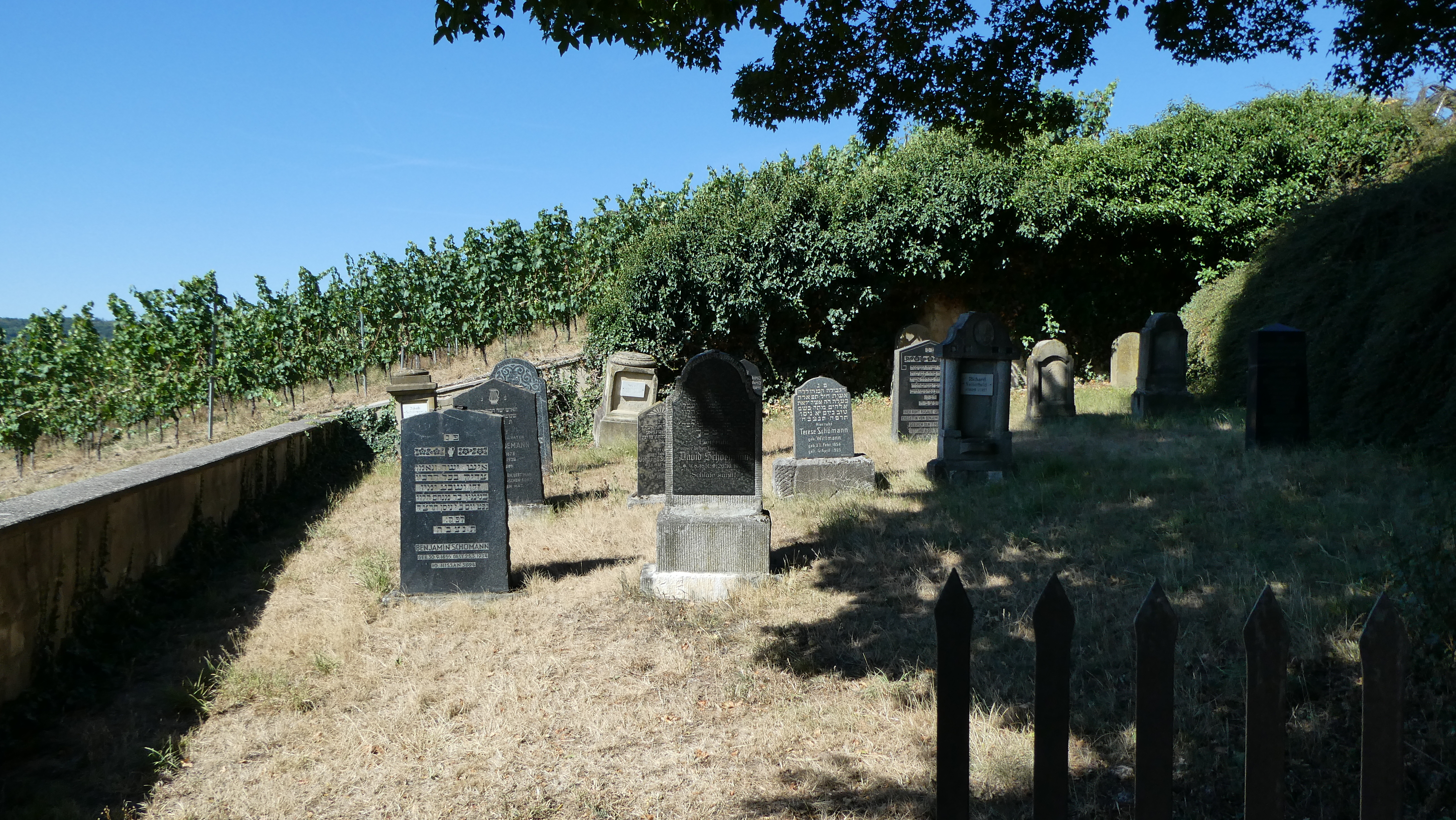
Neuer jüdischer Friedhof Bernkastel – Gräberfeld

Der neue jüdische Friedhof Kröv ist ein Friedhof in der Ortsgemeinde Kröv im Landkreis Bernkastel-Wittlich in Rheinland-Pfalz. 
Der jüdische Friedhof liegt am westlichen Ortsrand in den Weinbergen über Kröv.
Auf dem Friedhof, der vom Ende des 19. Jahrhunderts bis zum Jahr 1934 belegt wurde, befinden sich 17 Grabsteine.

## Alter jüdischer Friedhof
Lage
Der alte Friedhof wurde bis zum Ende des 19. Jahrhunderts benutzt. Es sind keine Grabsteine erhalten.